# Tatort: Der Fluch der Mumie
Der Fluch der Mumie ist ein Fernsehfilm aus der Fernseh-Kriminalreihe Tatort der ARD und des ORF. Der Film wurde vom WDR produziert und am 16. Mai 2010 zum ersten Mal gesendet. Er ist die 763. Folge der Tatort-Reihe und der 17. Fall mit Axel Prahl und Jan Josef Liefers als Münsteraner Ermittler Thiel und Boerne.

## Handlung
Weil die Wasserleitung in Boernes Haus repariert werden muss, ist Frank Thiel gezwungen, seine Morgentoilette im Gartenhaus seines Vaters zu halten. Boerne schließt sich ihm an. Beide werden von Herbert Thiel mit der Nachricht überrascht, er habe im Haus der Familie Schorlemer, wo er nebenbei Hausmeistertätigkeiten verrichtet, auf dem Dachboden eine Mumie gefunden. Während Boerne sich mit dem zuständigen Archäologen Kastner um die Kompetenz der Begutachtung dieses Sensationsfundes streitet, müssen sich Thiel und seine Assistentin Nadeshda Krusenstern mit dem Mord an dem Justizvollzugsbeamten Matthias Reinhardt beschäftigten. Dieser ist in seiner Wohnung in der Nähe der JVA Münster erschlagen worden. Es stellt sich heraus, dass Reinhardt aus unbekannten Gründen offensichtlich finanziell sehr gut gestellt war. Befragungen in der JVA selbst ergeben, dass Reinhardt bei den Insassen als sadistisch galt und wohl auch ein Alkoholproblem hatte.
Währenddessen freundet sich Boernes Assistentin Silke Haller mit dem entlassenen Strafgefangenen Andreas Lechner an, der sie nach seiner Freilassung aufsucht und sich für die Brieffreundschaft und Unterstützung während seiner Haft bedanken möchte. Sie bietet ihm einen Job als Aushilfe in der Rechtsmedizin an, da dort vorübergehend Personalmangel herrscht. Später führen die Ermittlungen im Mordfall Reinhardt zu Lechner als Hauptverdächtigem, der zugibt, am Tattag in der Nähe von Reinhardts Wohnung gewesen zu sein, den Mord aber abstreitet. Er will aus der Wohnung ein Mobiltelefon klingeln gehört haben, das aber nicht von Reinhardt stammen konnte. Er wird in Untersuchungshaft genommen. Bei einer neuerlichen Durchsuchung von Reinhardts Wohnung ermitteln Thiel und Nadeshda, dass der Ermordete einen lukrativen Handel mit Drogen betrieben hat. Die Antwort auf die Quelle seines Wohlstands ist somit gefunden. Weiterhin findet sich dort die Tatwaffe, eine Taschenlampe. Das Verhör von Reinhardts Drogenlieferant Stefan Karb ergibt, dass ein geflohener Insasse der JVA, der Libanese Nabil Mavrat, ein Motiv gehabt haben könnte, Reinhardt umzubringen. Mavrat war vor einigen Jahren kurz vor seiner Entlassung geflohen und ist seitdem verschwunden. Auch seine frühere Verlobte, Marion Ende, hat nichts von ihm gehört. Kurz darauf wird Lechner aus der U-Haft wieder entlassen und tritt erneut seine Stelle in der Rechtsmedizin an.
Boerne beschäftigt sich unterdessen mit der Mumie und findet heraus, dass die als persischer Prinz bezeichnete Person erschossen wurde. Er bezweifelt daher die Authentizität des Fundes. Allerdings schenkt ihm niemand Glauben. Zwar geben Frau Schorlemer und der Archäologe zu, dass die Mumie nicht aus dem Nachlass der Familie Schorlemer stammt, sondern sie auf fragwürdige Weise im Ausland erworben zu haben, jedoch behaupten sie weiterhin gegen Boernes Expertise, dass die Mumie echt sei. Eine Rekonstruktion des Aussehens des vermeintlichen Prinzen ergibt jedoch, dass es sich bei der Mumie um Nabil Mavrat handelt, den geflohenen libanesischen Insassen der JVA. Thiel und Boerne konfrontieren den Archäologen in seinem Institut mit der Wahrheit. Er gesteht, Mavrat vor Jahren tot im Wald vorgefunden und dann in akribischer Kleinarbeit als Mumie präpariert zu haben. Die Geschichte vom angeblichen Kauf der Mumie im Ausland hat er zur Verschleierung erfunden. Den Mord an Mavrat kann man ihm aber nicht nachweisen. Schließlich ermittelt die Ballistik, dass Mavrat mit einer Waffe erschossen wurde, wie sie Reinhardt besessen hat.
Mavrats frühere Verlobte wird erneut vernommen. Sie gibt zu Protokoll, während Mavrats Haftzeit eine Beziehung mit dem Leiter der JVA, Bausch, gehabt zu haben. Mit ihm hat sie auch ein Kind. Währenddessen sucht Bausch die Rechtsmedizin auf, um persönliche Gegenstände aus Mavrats Besitz für die DNA-Untersuchungen vorbeizubringen. Da erhält er einen Anruf, und Lechner erkennt den Klingelton als jenen wieder, den er am Tattag aus Reinhardts Wohnung hat kommen hören. Bausch erkennt, dass man ihm seine Taten nun wird nachweisen können, und nimmt Lechner und Frau Haller als Geiseln mit auf die Flucht. Schließlich kann die Polizei Bausch am Münsteraner Hafen stellen. Er hat Mavrat im Affekt getötet, als dieser ihn wegen des Verhältnisses mit seiner Verlobten angriff. Reinhardt war Zeuge dieses Vorfalls und ließ sich sein Schweigen und seine Komplizenschaft bei der Deponierung des Toten im Wald mit einer Carte blanche für seine sadistischen Schikanen der Gefangenen und seine Drogengeschäfte bezahlen. Als Reinhardt es mit seinen Erpressungen zu weit trieb, brachte Bausch auch ihn um.

## Hintergrund
Die Szenen wurden fast alle an verschiedenen Orten in Münster gedreht. Andreas Lechner erwacht am Brunnen an der Lambertikirche. Nadeshda fährt mit Kommissar Thiel über den Prinzipalmarkt, der allerdings lediglich für Busse, Taxen und Lieferverkehr freigegeben ist. Die Verfolgungsjagd gegen Ende des Films endet im Hafen Münster. Die Szenen, die in und an der Justizvollzugsanstalt Münster spielen, wurden nicht in Münster gedreht. Weitere Aufnahmen entstanden in Köln. Die Szene vor der Villa, in der die Mumie gefunden wird, wurde in Rösrath gedreht. Als Kulisse für das Gebäude des Archäologischen Instituts Schorlemer diente von außen wie (weitgehend) auch von innen das Akademische Kunstmuseum in Bonn.
Die Dreharbeiten begannen am 23. Juni 2009 und endeten am 22. Juli 2009.
In zwei Szenen gibt Prof. Boerne einer Reporterin ein Interview, in denen mehrfach auf Mikrofonen, Kameras und Fahrzeugen das Logo des WDR zu sehen ist. Die Interviews wurden von Anke Bruns geführt, die tatsächlich als Journalistin für den WDR tätig ist.
Im Vorspann ist der Rollenname Jan Josef Liefers’ fälschlicherweise als „Börne“ statt korrekt „Boerne“ zu lesen.

## Rezeption

### Kritik
Die Kritiken zu Der Fluch der Mumie waren überwiegend gemischt bis positiv.
Die Tatort-Folge sei „eine hübsche Abenteuerklamotte“, „mehr Komödie als Krimi“, sind sich stern.de, Rainer Tittelbach und die Redaktion von kino.de wie auch TV Spielfilm und die Frankfurter Rundschau einig. Die Bild-Zeitung fragt sich gar: „Wie gaga darf ein ‚Tatort‘ sein?“, und wundert sich: „Beim Fernsehpublikum kam der Münster-Krimi trotz übertriebener Quatsch-Szenen und eines Mordes, der darüber fast in Vergessenheit geriet, offenbar gut an!“
Mit ihrer „angenehm unkomplizierten Handlung“, die die Drehbuchautoren „schräg, aber durchaus rund verstricken“ konnten, liefere sie „entspannte Sonntagabendunterhaltung“, die „schlicht und einfach unterhaltsam“ sei. Die „Konstruktion ist abwegig, aber in sich rund“. Damit sei den Drehbuchautoren nach Urteil der Frankfurter Allgemeinen Zeitung „eine der besten Münsteraner ‚Tatort‘-Folgen seit langem“ gelungen, eine Meinung, die Der Westen teilt. Auch die Frankfurter Rundschau ist der Meinung, Drehbuch und Regie seien „nahezu perfekt“ gelungen. Der Tagesspiegel urteilt: „Mit dem ‚Fluch der Mumie‘ ist es den Autoren gelungen, einen selbst für Münsteraner Verhältnisse außergewöhnlichen ‚Tatort‘ zu präsentieren.“ Das Motiv für den Mord passe dabei „in genialer Weise zu der westfälischen Universitätsstadt“. Die „pfiffigen Dialog-Gags“ „mit politisch nicht korrekten Sprüchen“ wurden ebenso gelobt wie Arno Steffens Filmmusik, die „eine wunderbare Mischung aus Country-Rock und -Blues“ sei.
Der Westen lobte die Harmonie des Ermittlerduos „in herzlicher Hassliebe“. Weiterhin fand die Frankfurter Allgemeine Zeitung positive Worte für die Darstellung von Justus von Dohnányi, der als Archäologe Dr. Kastner „wie ein Alter Ego“ Boernes angelegt sei, „ebenso brillant und blasiert, geltungsbedürftig und anmaßend“, zugleich „aber diesem auf dem weiten Feld des Wahnsinns doch noch ein gutes Stückchen voraus“. Zudem wurde positiv hervorgehoben, dass die von Christine Urspruch und Friederike Kempter gespielten Nebenrollen in dieser Folge eine größere Bedeutung erhielten.
Weniger positive Worte findet Matthias Dell von Der Freitag. Er ist der Meinung, die Rollen Thiel und Boerne seien „die Verlängerung des Heinz-Rühmann-Humors ins 21. Jahrhundert“, weil „der so genannte kleine Mann (Thiel) […] sich ins Fäustchen lachen darf über die eitle Obrigkeit“. Das Dilemma dabei sei: „Münster will alles sein, nur nicht gewöhnlich. Und probiert deshalb in jeder Folge einen Balanceakt, der jedes Mal misslingt – lustig und Tatort zugleich.“ Dell konstatiert, „dass der Preis für Originalität hoch ist“, weswegen sein Fazit lautet: „Und so ist das Übelste am Münsteraner Tatort diese Biederkeit, die permanent an plumpestes Amüsement appelliert: Wie gerade in dieser Folge über alle Menschen geredet wird, die keinen Ariernachweis bis ins Mittelalter erbringen können (‚Lassen Sie sich nie mit einem Kameltreiber ein‘, ‚Roter Libanese oder Schwarzer Afghane‘) beziehungsweise nicht im Rasse-Lehrbuch von 1935 stehen (all die ermüdenden Anspielungen auf ‚Alberichs‘ Größe), das mag für manchen als Ausweis von besonders viel und womöglich noch ‚erfrischender‘ Unkonventionalität gelten – es ist aber leider nur dumm, ignorant und öde.“ Die Redaktion von news.de schreibt: „Nebensächlichkeiten überlagern schnell die ohnehin schon schwachbrüstige Geschichte, die durch Boernes verbale Unverschämtheiten auch nicht viel spritziger wird. Im Gegenteil: Jan Josef Liefers übertreibt es diesmal gewaltig und rutscht ein ums andere Mal ins Overacting ab, bis von Boerne nur noch eine Karikatur bleibt. Der Tatort aus Münster – nach dieser Episode steht er endgültig am Scheideweg.“

### Einschaltquoten
Die Erstausstrahlung am 16. Mai 2010 wurde in Deutschland insgesamt von 10,24 Millionen Zuschauern gesehen und erreichte einen Marktanteil von 28,6 % für Das Erste; in der Gruppe der 14- bis 49-jährigen Zuschauer konnten 3,62 Millionen Zuschauer und ein Marktanteil von 23,8 % erreicht werden. Damit handelt es sich bei dieser Folge um die erfolgreichste Folge der letzten fünf Jahre.